# Wexford Harbour and Slobs SPA
Wexford Harbour and Slobs SPA este o arie protejată (arie de protecție specială avifaunistică — SPA) din Irlanda întinsă pe o suprafață de 5.979,34 ha, integral pe uscat.

## Localizare
Centrul sitului Wexford Harbour and Slobs SPA este situat la coordonatele 52°20′30″N 6°25′56″W / 52.3418°N 6.4322°V.

## Înființare
Situl Wexford Harbour and Slobs SPA a fost declarat arie de protecție specială avifaunistică în august 1985 pentru a proteja 41 de specii de animale.

## Biodiversitate
Situată în ecoregiunea atlantică, aria protejată nu include niciun habitat protejat.
La baza desemnării sitului se află mai multe specii protejate de  păsări (41): rață sulițar (Anas acuta), rață lingurar (Anas clypeata), rață pitică (Anas crecca), rață fluierătoare (Anas penelope), rață mare (Anas platyrhynchos), rață pestriță (Anas strepera), Anser albifrons flavirostris, pietruș (Arenaria interpres), ciuf de câmp (Asio flammeus), rață-cu-cap-castaniu (Aythya ferina), rața moțată (Aythya fuligula), Aythya marila, Branta bernicla, Bucephala clangula, Calidris alba, fugaci de țărm (Calidris alpina), Calidris canutus, prundaș gulerat mare (Charadrius hiaticula), Cygnus columbianus bewickii, lebădă de iarnă (Cygnus cygnus), egretă mică (Egretta garzetta), lișiță (Fulica atra), scoicar (Haematopus ostralegus), pescăruș sur (Larus canus), pescăruș râzător (Larus ridibundus), sitar de mal nordic (Limosa lapponica), sitar de mâl (Limosa limosa), Mergus serrator, culic mare (Numenius arquata), cormoran mare (Phalacrocorax carbo), bătăuș (Philomachus pugnax), ploier auriu (Pluvialis apricaria), ploier argintiu (Pluvialis squatarola), corcodel mare (Podiceps cristatus), călifar alb (Tadorna tadorna), fluierar negru (Tringa erythropus), fluierar de mlaștină (Tringa glareola), fluierar cu picioare verzi (Tringa nebularia), fluierarul de zăvoi (Tringa ochropus), fluierarul cu picioare roșii (Tringa totanus), nagâț (Vanellus vanellus).
Pe lângă speciile protejate, pe teritoriul sitului au mai fost identificate 1 specie de plante, 3 specii de păsări, 1 specie de mamifere.